# فرانسیس منینسکی

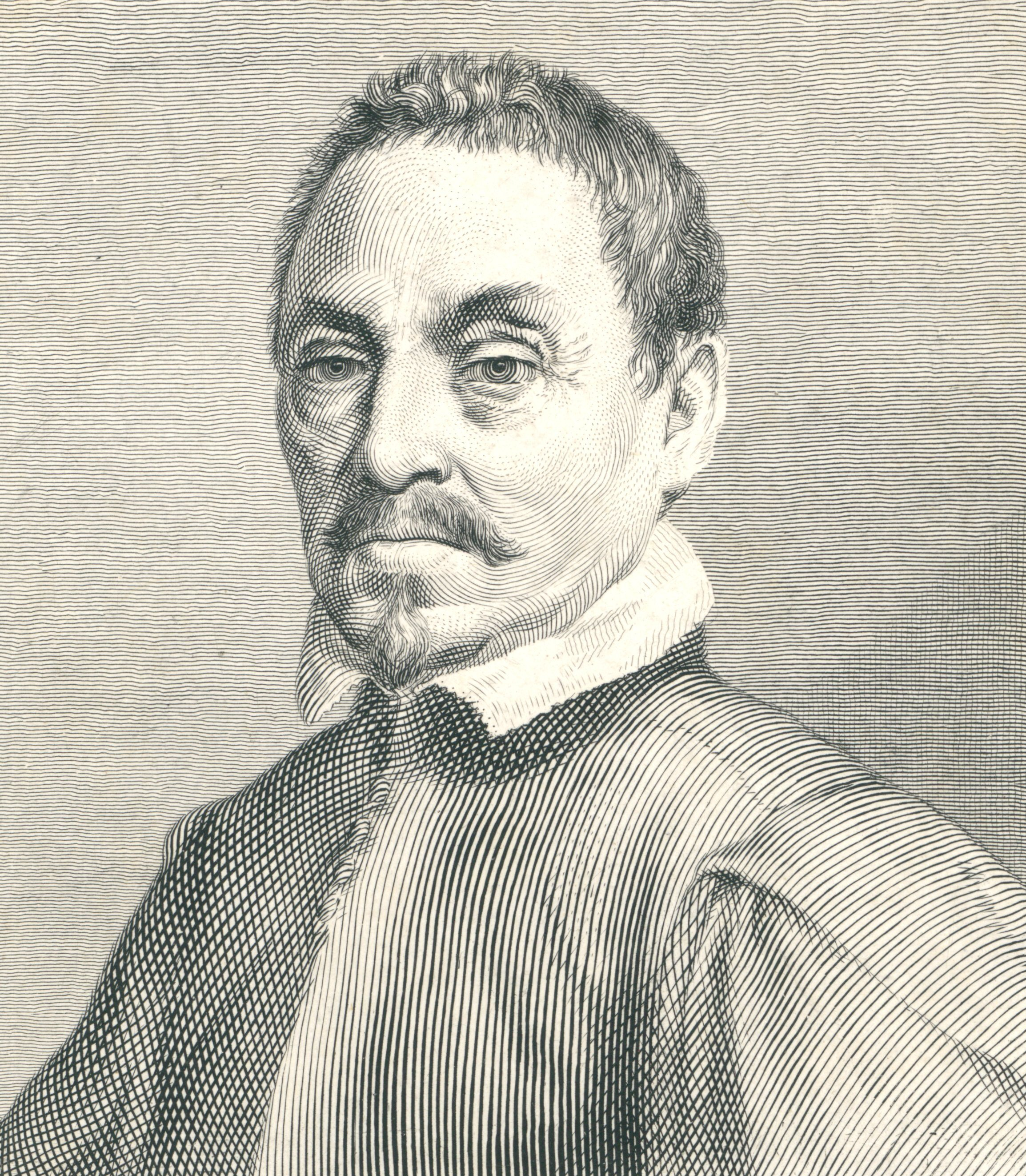
یک پرتره از نویسنده فرانسیس منینسکی

فرانسیس منینسکی (Mesgnien-Meninski )(۱۶۲۳–۱۶۹۸) نویسنده چند جلد فرهنگ لغت ترکی-به-لاتین و کتاب گرامر زبان ترکی که اولین بار در سال ۱۶۸۰ منتشر شده بود. کتاب گرامر وی از لحاظ جامعیت و کامل بودن در زمان خود بی نظیر بود و اکنون برای مورخان و زبانشناسان امروز یک مرجع با ارزش برای تحقیق در زبان ترکی از اوایل دوره مدرن است.
فرانسیس منینسکی متولد لورن (دوک) بود که امروزه در شمال شرقی فرانسه واقع شده. او در رم تحصیل کرد و بعد به لهستان (۱۶۴۷) نقل مکان کرد. در سال ۱۶۴۹ یک دستور زبان و آموزش برای یادگیری زبان لهستانی منتشر کرد. در سال ۱۶۵۳ در سن ۳۰ سالگی او به همراه سفیر لهستانی به استانبول رفت. پس از دو تا سه سال که مشغول مطالعه زبان ترکی در استانبول بود وی سر مترجم سفارت لهستان در استانبول شد و با عنوان معاون سفیر کار کرد. . به زودی پس از آن ارتقاء او اعطا تابعیت لهستانی را قبول کرد و در آن مناسبت او اضافه کردن ختم «اسکی» لهستانی را به نام خود قبول کرد. در سال ۱۶۶۱ او نقل مکان و به وین در اتریش رفت تا برای تبدیل شدن به مترجم از زبان‌های شرقی برای سلطنت هابسبورگ در وین کار کند و برای بقیه زندگی حرفه ای او در وین ماند.
اثر عالی وی، Thesaurus Linguarum Orientalium، در سال ۱۶۸۰ در وین در ۴ جلد منتشر شد، متشکل از یک فرهنگ لغت واژگان ترکی، عربی و فارسی بود که به لاتین ترجمه شده و به زبان لاتین توضیح داده شده، به علاوه یک دستور زبان و آموزش برای یادگیری زبان ترکی. عربی و فارسی منتشر کرد. در سال ۱۶۸۷، منینسکی جلد دیگری را با عنوان Complementum Thesaurus Linguarum Orientalium منتشر کرد که در آن کلمات لاتین است که به ترتیب حروف الفبا سازمان یافته و کلمات لاتین به ترکی ترجمه شده‌است.